# Salt (kommunhuvudort)
Salt är en kommunhuvudort i Spanien.   Den ligger i provinsen Província de Girona och regionen Katalonien, i den östra delen av landet, 600 km öster om huvudstaden Madrid. Salt ligger 86 meter över havet och antalet invånare är 29 985.
Terrängen runt Salt är kuperad norrut, men söderut är den platt. Salt ligger nere i en dal. Runt Salt är det ganska tätbefolkat, med 60 invånare per kvadratkilometer. Närmaste större samhälle är Girona, 2,8 km öster om Salt. Runt Salt är det i huvudsak tätbebyggt.